# La Montagne (Loira Atlantica)
La Montagne è un comune francese di 6 101 abitanti situato nel dipartimento della Loira Atlantica nella regione Paesi della Loira.

## Società

### Evoluzione demografica
Abitanti censiti